# Грудки (потік)
Грудки (словац. Hrudky) — річка в Словаччині, ліва притока Рудави, протікає в округах Трнава і Сениця.
Довжина приблизно 8.4-8.6 км. Витік знаходиться в масиві Малі Карпати (частина Брезовські Карпати) на висоті близько 315—320 метрів. Протікає територією сіл Букова  і Плавецьки Петер. На середній течії утворено водосховище Букова.
Впадає в Рудаву на висоті приблизно 190—195 метрів.